# Plocoscelus brevipennis
Plocoscelus brevipennis är en tvåvingeart som beskrevs av Walker 1853. Plocoscelus brevipennis ingår i släktet Plocoscelus och familjen skridflugor. Inga underarter finns listade i Catalogue of Life.